# زندگی در مستی
زندگی در مستی یا زندگی در سرخوشی (به هندی: Mast Mein Rehne Ka) فیلمی محصول سال ۲۰۲۳ و به کارگردانی ویجی مائوریا است. در این فیلم بازیگرانی همچون جکی شروف، نینا گوپتا و راکهی ساوانت ایفای نقش کرده‌اند.